# Moto Guzzi Norge
La Moto Guzzi Norge è una motocicletta dedicata al granturismo ed è stata prodotta dalla casa motociclistica italiana Moto Guzzi dal 2006 al 2016. 
Il nome richiama la Moto Guzzi GT "Norge" degli anni venti.

## Il contesto
La Guzzi produce questa motocicletta dal 2006 nella versione equipaggiata con un motore da 1200 cm³ e dall'anno seguente con il propulsore da 850 cm³. Deriva dalla Moto Guzzi Breva, le differenze principali sono una grande carena anteriore che arriva a coprire parte del motore e ne assicura un'ottima protezione dal vento, un puntale per deviare il flusso d'aria dal basamento del propulsore e altre due piccole carene poste sui fianchi della moto. Nella versione 1200 ha di serie l'impianto ABS per l'assistenza alla frenata in caso di terreno scivoloso.
Il motore è stile Moto Guzzi, bicilindrico trasversale a V con inclinazione di 90° raffreddato ad aria e un piccolo radiatore per il raffreddamento dell'olio del motore. 
La trasmissione finale è tramite cardano reattivo compatto CA.R.C., brevetto  Moto Guzzi, che ne ottimizza le prestazioni riducendo l'effetto di sollevamento tipico delle motociclette equipaggiate come le versioni precedenti.
La Norge è stata eletta moto dell'anno nel 2007 e 2008 nel settore delle Tourer.

## Le versioni
- Norge 850
- Norge 1200 GT
- Norge 1200 Pubblica Amministrazione

## Dati tecnici

### Ciclistica Norge 850 / Norge 1200
- Avancorsa: 120 mm
- Inclinazione cannotto di sterzo: 25,30°
- Escursione ruota anteriore: 120 mm
- Escursione ruota posteriore: 140 mm
- Ruote: a tre razze cave in lega di alluminio fuse in conchiglia
- Cerchio anteriore: 3,50 x 17
- Cerchio posteriore: 5,50 x 17

### Impianto elettrico
- Tensione impianto: 12 V
- Batteria : 12 V - 18 Ah
- Alternatore : 12 V - 550 W

## Restyling 2010

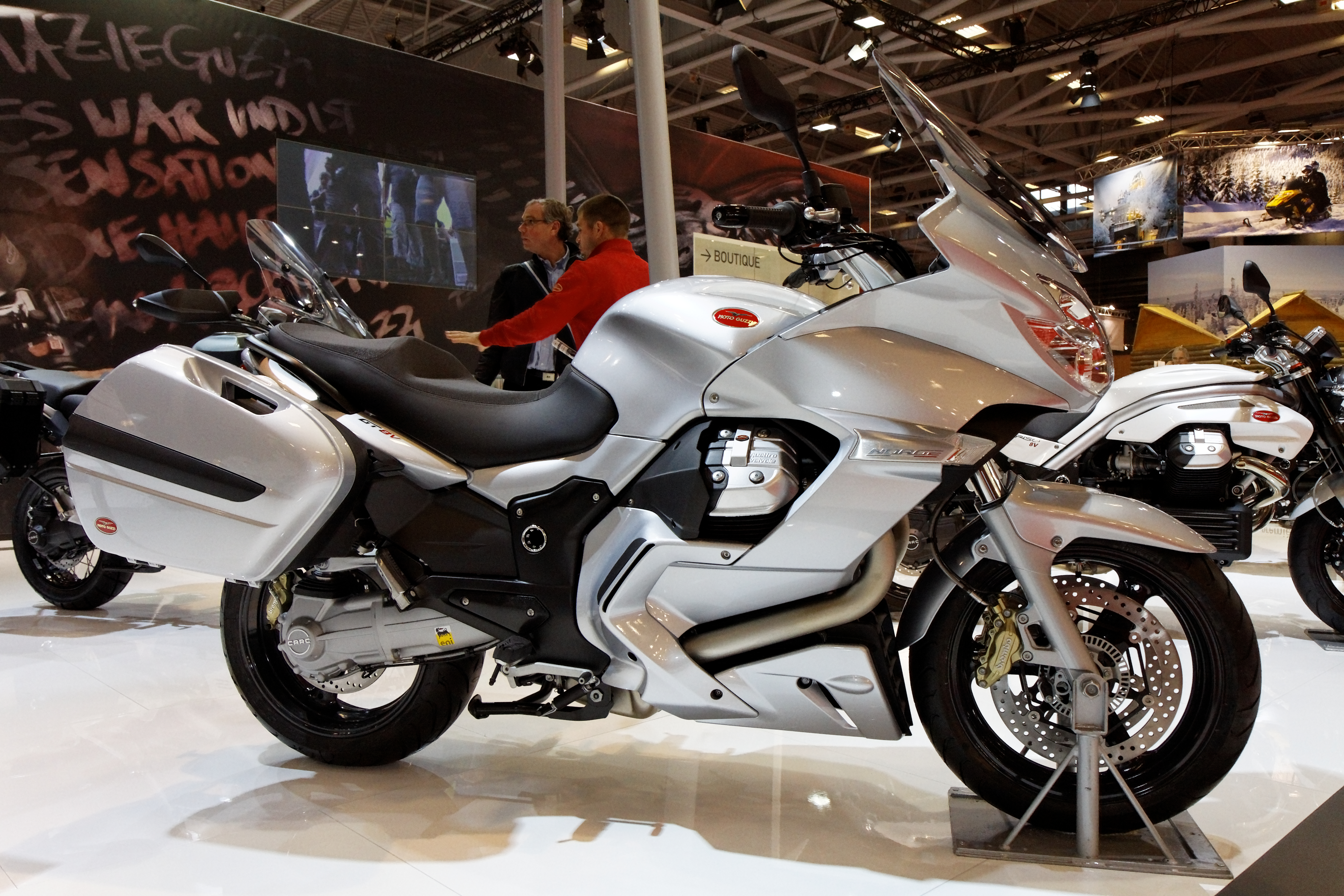
Moto Guzzi Norge 8V GT

Nel corso del 2010 la Moto Guzzi presenta il nuovo modello dotato di una nuova carena, la nuova versione viene dotata di un nuovo impianto di scarico rivestito in alluminio e viene aumentata la luce a terra; nuovo il motore ora a 4 valvole per cilindro e omologato alla normativa antinquinamento euro 3 con incremento di potenza e coppia motrice.
Di serie la moto ora ha l'ABS che ha la possibilità di essere completamente disabilitato, il computer di bordo con molte informazioni oltre a quelle dei consumi, tempo di viaggio anche di poter verificare lo stato di carica tramite un voltmetro digitale, le manopole riscaldate regolabili su tre livelli di calore e un nuovo cupolino a regolazione elettrica, le borse laterali anch'esse di serie rispetto alle vecchie vengono ridisegnate e inserite delle guarnizioni per non far entrare acqua. Il bauletto posteriore a richiesta ha una nuova forma e una capacità maggiore.
Come accessori si possono richiedere il navigatore satellitare, una sella in gel e una sella ribassata, l'antifurto elettronico.